# Hans Grundig

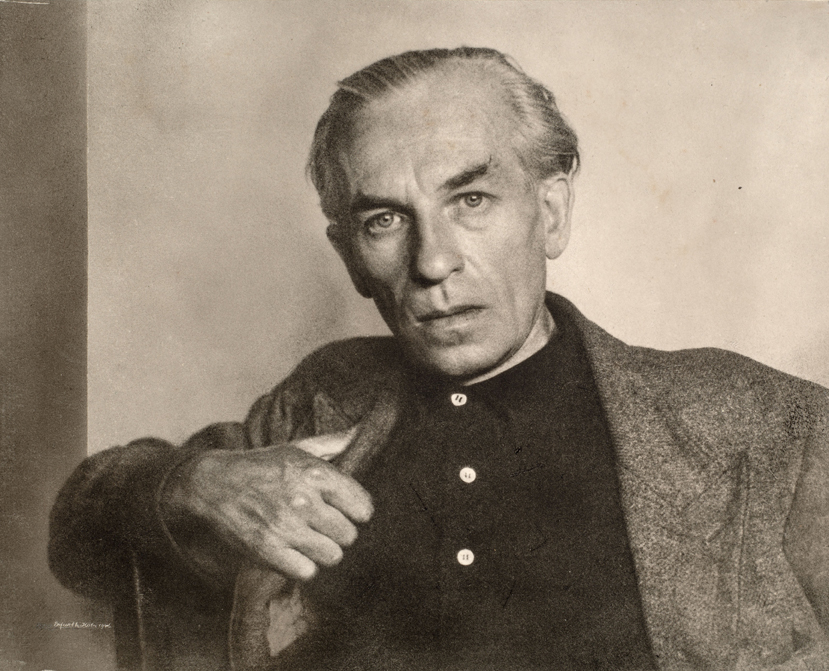
Hans Grundig. Foto von Hugo Erfurth (1946)

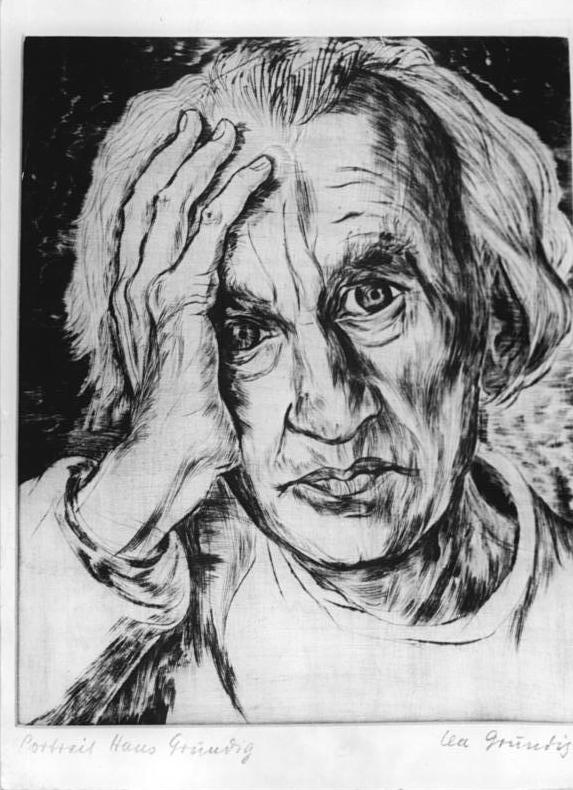
Bildnis Hans Grundig (1955), Radierung von Lea Grundig

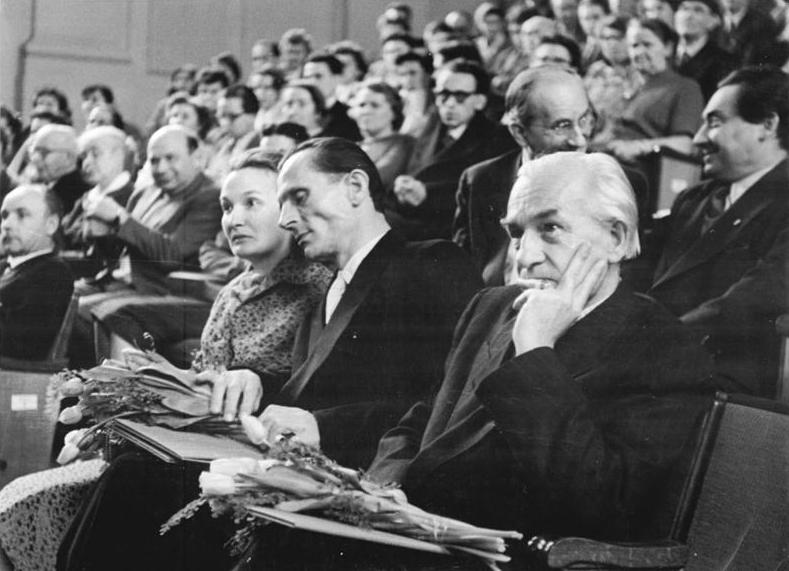
Hans Grundig bei der Verleihung des Heinrich-Mann-Preises 1958

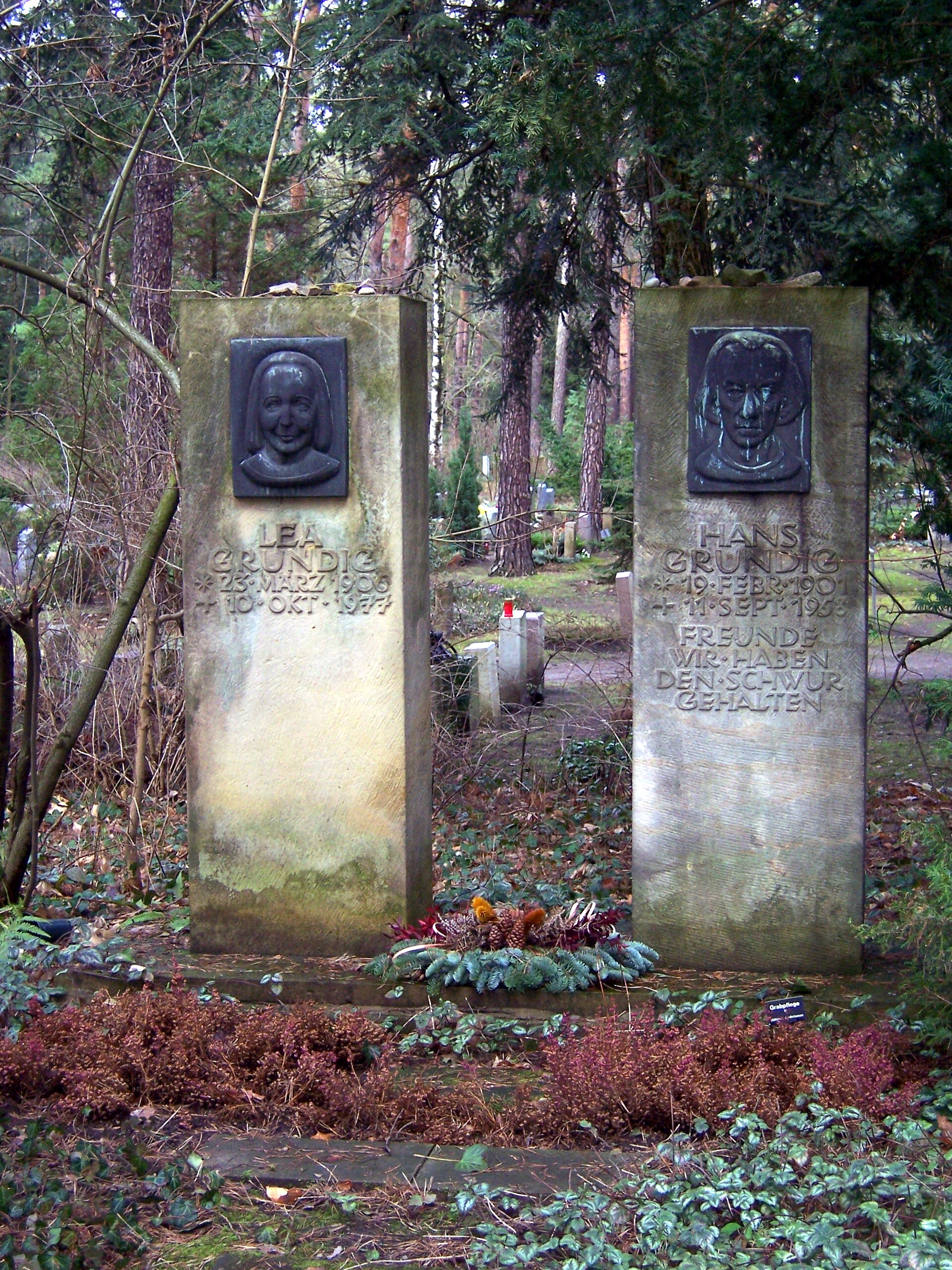
Grab von Lea und Hans Grundig auf dem Dresdner Heidefriedhof

Hans Grundig (* 19. Februar 1901 in Dresden; † 11. September 1958 in Dresden) war ein von den Nationalsozialisten verfolgter deutscher Maler und Grafiker.

## Leben und Werk
Bernhard Hans Grundig wurde am 19. Januar 1901 als Sohn des Dekorationsmalers Moritz Bernhard Grundig und der Theresia Martha geb. Paul auf der Dornblüthstraße 28 in Dresden geboren. Er absolvierte zunächst bei seinem Vater eine Lehre als Dekorationsmaler. Von 1920 bis 1921 studierte er an der Kunstgewerbeschule Dresden bei Max Frey. 1922 wechselte er an die Akademie für Bildende Künste, an welcher er bis 1927 bei Otto Gussmann und Otto Hettner studierte. Seine künstlerischen Werke waren stark von den Arbeiten Otto Dix’ beeinflusst. Er engagierte sich politisch und trat 1926 der KPD bei. Im Jahr 1928 heiratete er die Malerin Lea Langer, mit der er 1929 zu den Gründungsmitgliedern der Dresdner Assoziation revolutionärer bildender Künstler gehörte. Sein Schaffen wandelte sich vom neuen sachlichen Nachwuchskünstler hin zu einem Vertreter einer betont proletarisch-revolutionären Kunst. In Moskau beteiligte er sich 1932 an der Ausstellung Revolutionäre Kunst in den Ländern des Kapitalismus.
Nach der Machtergreifung der Nationalsozialisten erhielt Grundig 1934 ein Berufsverbot. Trotz des Verbotes setzte er sein künstlerisches Schaffen fort. Von 1934 bis 1939 entstanden die Kaltnadelradierungen der Folge Tiere und Menschen. Zwischen 1935 und 1938 schuf er das Triptychon Das Tausendjährige Reich, jetzt im Albertinum in Dresden zu sehen. Seine Werke bedienten sich einer realistisch-expressiven Darstellung und hatten starke politische Bezüge.
1937 wurden im Rahmen der deutschlandweiten konzertierten Aktion „Entartete Kunst“ Werke Grundigs aus öffentlichen Sammlungen beschlagnahmt.  Am 2. Mai 1938 wurden Lea und Hans Grundig verhaftet. Er kam nach sechs Monaten wieder frei. 1940 wurde Grundig im KZ Sachsenhausen interniert; 1942 wurde er in das KZ-Außenlager Berlin-Lichterfelde verlegt und dort im Baubüro als technischer Zeichner eingesetzt. Im Jahr 1944 meldete er sich zusammen mit anderen politischen KZ-Häftlingen zum Fronteinsatz in der berüchtigten SS-Sondereinheit Dirlewanger und nahm so am Zweiten Weltkrieg teil. Bereits kurz danach gelang es ihm, zur Roten Armee überzulaufen. Er kehrte 1946 nach Dresden zurück und wurde Professor und Rektor der Dresdner Hochschule für Bildende Künste. 1948 musste er seine Funktionen aus gesundheitlichen Gründen wieder aufgeben. In den Jahren 1955 und 1956 entstand seine Autobiographie Zwischen Karneval und Aschermittwoch. In der Nachkriegszeit fand eine weitgehende Vereinnahmung Grundigs durch die SED-Kulturpolitik statt, die ihn als „Helden des antifaschistischen Widerstands“ hofierte. Seine Arbeiten gehören jedoch zu den wesentlichen Arbeiten der realistischen deutschen Kunst im 20. Jahrhundert.
Grundig hatte nach dem Ende des Zweiten Weltkrieges eine bedeutende Anzahl von Einzelausstellungen und Ausstellungsbeteiligungen, darunter 1946, u. a. mit dem Bild Totaler Krieg, die Kunstausstellung Sächsischer Künstler, zu deren Jury er auch gehörte, und die Allgemeine Deutsche Kunstausstellung und die Deutschen Kunstausstellungen 1949, 1953 und 1958/1959 in Dresden und 1951/1952 Künstler schaffen für den Frieden in Berlin.
Das Grab von Hans Grundig befindet sich neben dem seiner Frau Lea Grundig auf dem Heidefriedhof in Dresden.

## Ehrungen
- Ehrenpreis der Akademie für Bildende Künste
- 1957: Vaterländischer Verdienstorden in Bronze
- 1958: Nationalpreis der DDR II. Klasse für sein Gesamtwerk
- 1958: Heinrich-Mann-Preis
- postum 1958: Nationalpreis der DDR

Hans Grundig Preis (DDR)

Die Hochschule für Bildende Künste Dresden (DDR) stiftete zur Würdigung „Hervorragender Leistungen in der Diplom-Arbeit an der Hochschule für Bildende Künste Dresden“ einen "Hans Grundig Preis".
Nach ihm wurde die 64. Mittelschule in Dresden-Laubegast benannt. Von 1982 bis 1989 vergab der Verband Bildender Künstler der DDR die Hans-Grundig-Medaille an namhafte bildende Künstler, Kulturpolitiker und Kunstwissenschaftler. Die Hans-und-Lea-Grundig-Stiftung vergibt alle zwei Jahre den Hans-und-Lea-Grundig-Preis.

## Darstellung Grundigs in der bildenden Kunst der DDR
- Rudolf Nehmer: Bildnis Prof. Hans Grundig (Öl, 100 × 75 cm, 1958; Galerie Neue Meister Dresden)[5]

## 1937 nachweislich in der Aktion „Entartete Kunst“ beschlagnahmte Werke
(Quelle: )
- Pferde und Hund (Radierung; Lindenau-Museum Altenburg/Thüringen; zerstört)
- Heideschonung im Mondschein (Öl; Lindenau-Museum Altenburg/Thüringen; zerstört)
- Landschaft (Öl; Stadtmuseum Bautzen; Verbleib ungeklärt)
- Landschaft (Öl; Staatliche Gemäldegalerie Dresden; zerstört)
- Mutter (Öl; Staatliche Gemäldegalerie Dresden; 1938 in fünf Städten in der Ausstellung „Entartete Kunst“ vorgeführt; Verbleib ungeklärt)
- Knabenbildnis (Öl; Staatliche Gemäldegalerie Dresden; 1938 in der Ausstellung „Entartete Kunst“ in Berlin vorgeführt; Verbleib ungeklärt)
- Knabe mit gebrochenem Arm (Öl, um 1928; Stadtmuseum Dresden; zerstört)
- Mädchen (Zeichnung; Stadtmuseum Dresden; zerstört)

## Publikationen
- Francis Villon. Das Kleine und das Große Testament. Mit 77 Zeichnungen von Hans Grundig. Verlag Philipp Reclam jun. Leipzig 1976.
- Hans Grundig: Zwischen Karneval und Aschermittwoch: Erinnerungen eines Malers. Dietz Verlag, Berlin 1986, DNB 860779890 (Erstausgabe: 1957, DNB 451701372).